# Britta Büthe
Britta Büthe (Dearborn, 25 mei 1988) is een voormalig Duits beachvolleyballer. Ze werd eenmaal Duits kampioen en won een keer de zilveren medaille bij de wereldkampioenschappen. Daarnaast nam ze eenmaal deel aan de Olympische Spelen.

## Carrière
Büthe werd in 2005 met Katrin Naumer in Kiel nationaal kampioen onder de 19. Een jaar later won ze met Svenja Engelhardt de bronzen medaille bij de wereldkampioenschappen in dezelfde leeftijdsklasse. Met Karla Borger deed ze in 2008 mee aan de WK onder de 21 in Brighton waar het tweetal als vijfde eindigde. Een jaar later werd ze met Julia Großner Europees kampioen onder de 23 in Jantarny. Van 2010 tot en met 2016 vormde Büthe vervolgens een vast team met Borger. Het eerste jaar debuteerde Büthe in de FIVB World Tour en nam het duo deel aan vier mondiale toernooien met een zeventiende plaats in Phuket als beste prestatie. Bij de EK onder de 23 op Kos eindigden ze als negende. Bovendien wonnen ze de titel bij de wereldstudentenkampioenschappen in Alanya. Het jaar daarop waren ze actief op tien toernooien in de World Tour waarbij ze drie negende plaatsen behaalden (Peking, Gstaad en Stare Jabłonki). Daarnaast wonnen Büthe en Borger de gouden medaille bij de Universiade in Shenzhen tegen het Amerikaanse duo Heather Hughes en Emily Day en eindigden ze als derde bij de Duitse kampioenschappen.
In 2012 speelde het duo tien wedstrijden op mondiaal niveau. Ze kwamen daarbij tot een vijfde (Rome) en twee negende plaatsen (Gstaad en Stare Jabłonki). Bij de Europese kampioenschappen in Den Haag bereikten ze de kwartfinale die verloren werd van het Spaanse tweetal Liliana Fernández en Elsa Baquerizo. Het daaropvolgende seizoen deden Büthe en Borger mee aan zeven reguliere World Tour-toernooien. Ze behaalden daarbij een vierde (Rome), een vijfde (Corrientes) en drie negende plaatsen (Shanghai, Moskou en São Paulo). Bij de wereldkampioenschappen in Stare Jabłonki won het duo de zilveren medaille nadat ze de finale verloren hadden van Zhang Xi en Xue Chen uit China. Bij de nationale kampioenschappen eindigden ze als derde. In 2014 namen ze deel aan elf internationale toernooien. Ze haalden tweemaal het podium – tweede in Gstaad en derde in Berlijn – en kwamen bij vier andere toernooien tot de kwartfinale (Shanghai, Praag, Moskou en Klagenfurt). Bij de EK in Quartu Sant’Elena eindigden Büthe en Borger als vijfde nadat ze in de kwartfinale werden uitgeschakeld door hun landgenoten Laura Ludwig en Kira Walkenhorst. In Timmendorfer Strand won het duo verder de nationale titel ten koste van Ludwig en Julia Sude.
Het jaar daarop waren Büthe en Borger actief op zeven reguliere FIVB-toernooien waarbij ze een overwinning boekten in Luzern en verder een vierde (Sint-Petersburg) en twee vijfde plaatsen behaalden (Poreč en Stavanger). Bij de WK in Nederland gingen ze als groepswinnaar door naar de zestiende finale waar ze werden uitgeschakeld door het Canadese duo Heather Bansley en Sarah Pavan. Als gevolg van een heupblessure die Borger bij het Grand Slam-toernooi van Yokohama had opgelopen, moest het duo hun optreden bij de EK in Klagenfurt voortijdig staken. Büthe speelde vervolgens een internationale wedstrijd met Katharina Schillerwein en nam met Lisa Arnholdt deel aan de NK. In 2016 keerde Borger terug. Het tweetal nam deel aan dertien toernooien in de World Tour en noteerde daarbij enkel toptienklasseringen. Ze werden tweemaal derde (Rio de Janeiro en Poreč), achtmaal vijfde (Maceió, Vitória, Xiamen, Sotsji, Antalya, Moskou, Klagenfurt en Long Beach) en driemaal negende (Fuzhou, Hamburg en Gstaad). Bij de EK in Biel/Bienne wonnen ze de bronzen medaille ten koste van Jekaterina Birlova en Jevgenija Oekolova uit Rusland. In Rio deed het tweetal mee aan de Olympische Spelen waar ze als negende eindigden nadat ze in de achtste finale werden uitgeschakeld door de Brazilanen Larissa França en Talita Antunes da Rocha. Bij de NK wonnen ze de bronzen medaille en na afloop van het seizoen beëindigde Büthe haar sportieve carrière.

## Palmares
Kampioenschappen
- 2006:  WK U19
- 2009:  EK U23
- 2011:  Universade
- 2011:  NK
- 2013:  WK
- 2013:  NK
- 2014:  NK
- 2016:  EK
- 2016: 9e OS
- 2016:  NK

FIVB World Tour
- 2014:  Grand Slam Berlijn
- 2014:  Grand Slam Gstaad
- 2015:  Luzern Open
- 2016:  Grand Slam Rio de Janeiro
- 2016:  Poreč Majors